# Alessandro Magno e l'aquila di Roma
Alessandro Magno e l'aquila di Roma (Alejandro Magno y las àguilas de Roma) è un romanzo ucronico scritto da Javier Negrete pubblicato nel 2007. Il libro ha come argomento una diramazione diversa della storia, nel caso Alessandro Magno fosse vissuto abbastanza per affrontare le legioni di Roma.

## Storia editoriale
Pubblicato in Spagna nel 2007, è uscito in Italia dodici anni dopo, nel 2019, ad opera della Newton Compton Editori.
L'opera ha vinto nel 2008 il Premio Ignotus.

## Trama
Siamo nella Babilonia del 323 a.C., e Alessandro Magno è a capo di un vasto impero che, partito dalla Macedonia e dalla Grecia, si è esteso in Anatolia, Siria, Egitto, Mesopotamia, Persia e Afghanistan. Scontento dei folli progetti di Alessandro, che medita la conquista dell'Arabia, d'Italia e di Cartagine, Perdicca cospira per ucciderlo, istigato da Rossane, moglie di Alessandro stesso. Durante una grande festa, Perdicca avvelena il vino che Alessandro beve in seguito, ma subito dopo, un misterioso medico, inviato dall'oracolo di Delfi, gli salva la vita. Alessandro decide dunque di tornare in Macedonia, la sua patria, in quanto la sua attenzione è stata attratta da una nuova potenza in ascesa: Roma, una città che, allo stesso modo di Alessandro, è giustamente convinta che il suo sarà un grandioso destino.

## Personaggi
Alessandro MagnoProtagonista del romanzo e re di Macedonia, a capo di un vasto impero che si estende dall'Egitto alla Scizia, dalla Grecia all'Afghanistan.
PerdiccaCapitano della Cavalleria dei Compagni, cospira per uccidere Alessandro.
RossaneSposa di Alessandro, istiga Perdicca nel suo complotto.

## Edizioni
- Javier Negrete, Alessandro Magno e l'aquila di Roma, traduzione di Manuele Carrara, Roma, Newton Compton Editori, 18 aprile 2019, ISBN 978-8822730053.

```
Note ==
```

1. ↑  (ES) Premios Ignotus 2008, su asociacionportico.com. URL consultato il 14 marzo 2025.